# Loré (Arménie)
Pour l’article homonyme, voir Loré.
Loré, Lôrê, Lori ou Lorri (en arménien Լոռի) est une ancienne ville arménienne située dans le nord de l'actuelle République, dans le marz de Lorri. Fondée au début du XIe siècle, elle devient la capitale du royaume bagratide de Lorri en 1050. La ville subsiste jusqu'au XVIIIe siècle avant de régresser à l'état de village, lequel est abandonné au début du XXe siècle.

## Situation
Loré est située sur le territoire de la communauté moderne de Lorri Berd (« citadelle de Lorri »), à 5 km au nord-est de la ville de Stepanavan dans le marz de Lorri ; à l'époque médiévale, elle relève du canton de Tachir, dans la province arménienne historique de Gougark.
Ses ruines se dressent sur un promontoire difficile d'accès formé par le Dzoraget et l'un de ses affluents, le Miskhana.

## Histoire
Pour des articles plus généraux, voir Royaume de Lorri et Arménie zakaride.
Loré est fondée entre 1010 et 1020 par David Ier Anholin, membre de la branche bagratide cadette qui règne sur le royaume de Tachir-Dzoraget (puis royaume de Lorri), alors à son apogée. Elle en devient la capitale en 1050 sous le règne du fils de David, Kiuriké II. Centre important de commerce et d'artisanat, elle compte jusqu'au XIIIe siècle entre 12 et 15 000 habitants. La capitale est cependant pillée par les Seldjoukides en 1105, en même temps que les monastères royaux de Haghpat et de Sanahin, et est abandonnée en 1113 au profit de Tavush par les fils du dernier roi, Kiuriké II.
La ville est prise par David IV de Géorgie en 1118 ou 1123, et est donnée en fief aux Orbéli, jusqu'en 1176-1177 : à l'issue d'une rébellion de 208 jours, elle est reprise puis offerte aux Zakarian et intégrée à l'Arménie zakaride. Renouant avec la prospérité, elle est cependant pillée dans les années 1225-1230 par les Khorezmiens de Jalal ad-Din, puis tombe en 1236 aux mains des Mongols, qui la pillent également.
Au XIVe siècle, Loré est incorporée aux possessions des Orbélian de Siounie, avant d'être prise dans la seconde moitié du XVe siècle par Uzun Hasan des Aq Qoyunlu, qui y érige une mosquée ; la ville passe ensuite aux mains des Ottomans et des Séfévides tout au long des XVIe et XVIIe siècles.
À la fin du XVIIIe siècle, Loré régresse au rang de village, avant d'être abandonnée en 1926-1930.

## Ruines
Les ruines de la ville s'étendent sur une superficie de 35 ha et ont été fouillées par l'Université d'État d'Erevan en 1966-1974. Une enceinte intérieure de 9 ha renferme sa citadelle.

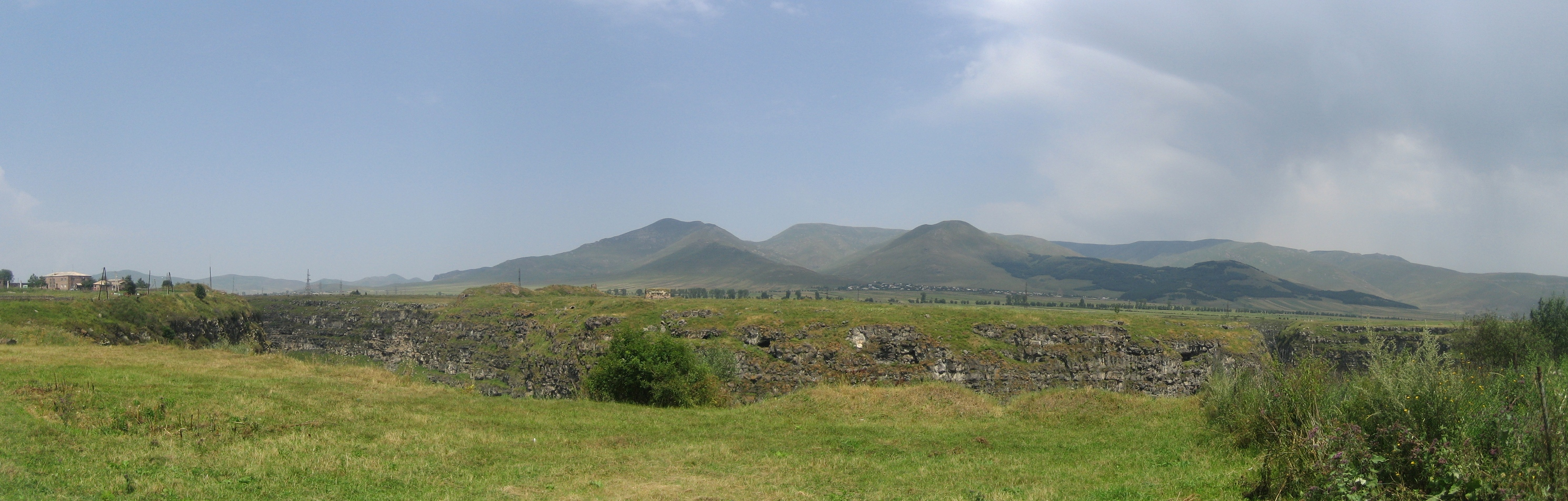
Vue générale du site.